# Rusín
Rusín (niem. Rausen) – gmina w Czechach, w powiecie Bruntál, w kraju morawsko-śląskim. Według danych z dnia 1 stycznia 2012 liczyła 149 mieszkańców.
Dzieli się na trzy części:
- Rusín
- Hrozová
- Matějovice

## Transport
W miejscowości jest drogowe miejsce przekraczania granicy Rusín – Gadzowice z Polską, dla pojazdów o nośności do 3,5 tony.